# 87P/Баса
Комета Баса (87P/Bus) — короткопериодическая комета типа Энке, которая была обнаружена 4 марта 1981 года американским астрономом Шелте Басом на фотопластинке, полученной 2 марта британским астрономом К.С. Расселом в обсерватории Сайдинг-Спринг на 122-сантиметровом телескопе системы Шмидта. Он описал её как объект 17,5 m видимой звёздной величины с центральным сгущением и слабым хвостом, направленным к северо-западу. Обладает довольно коротким периодом обращения вокруг Солнца — около 6,5 лет.

Орбита кометы Баса и её положение в Солнечной системе

## История наблюдений
Первые предварительные варианты параболической и эллиптической орбит кометы были рассчитаны уже 9 марта 1981 года британским астрономом Брайаном Марсденом и определил дату следующего перигелия — 29 июня 1994 года. Далее он рассчитал дату прохождения кометой перигелия в 1981 году (11 июня) и период обращения 6,52 года. В ходе дальнейших наблюдений разные астрономы отмечали значительные колебания яркости кометы от 16,5 до 18,0 m. Комета неоднократно наблюдалась во время всех своих возвращений.